# روجر مارشال (سياسي)
روجر مارشال (بالإنجليزية: Roger Marshall)‏ هو طبيب وطبيب توليد ‏ وسياسي أمريكي، ولد في 9 أغسطس 1960 في إلدورادو في الولايات المتحدة. حزبياً، نشط في الحزب الجمهوري. في انتخابات مجلس النواب الأمريكي 2016، انتخب عضو مجلس النواب الأمريكي عن دائرة الدائرة الكونغرسية الأولى في كانساس ‏ وقد انضم خلال فترته النيابية ‏ (3 يناير 2017 – 3 يناير 2019)  للكتلة البرلمانية الحزب الجمهوري وانتخب عضو مجلس النواب الأمريكي (3 يناير 2017 – ).

## وصلات خارجية
- الموقع الرسمي